# Sergueï Ignatov
Sergueï Ignatov, né à Chemnitz en 1950, est un jongleur russe.
Il est connu pour ses nombreuses jongleries et pour être le « poète de la jonglerie ». Il jongle jusqu’à 11 anneaux (22 reprises), travaille sur scène avec 7 grosses balles et jusqu’à 9 à l’entrainement. Il jongle également avec 5 massues. Il est reconnu comme l’inventeur de la figure « pancake » aux anneaux dans Virtuosos of Juggling de Karl-Heinz Ziethen.